# اس‌اس رونا
اس‌اس رونا (به انگلیسی: SS Runa) یک کشتی بود که طول آن ۲۸۳ فوت ۱ اینچ (۸۶٫۲۸ متر) بود. این کشتی در سال ۱۹۴۴ ساخته شد.